# Heldin (Film)
Heldin ist ein schweizerisch-deutscher Spielfilm von Petra Volpe aus dem Jahr 2025, inspiriert durch das Buch Unser Beruf ist nicht das Problem: Es sind die Umstände von Madeline Calvelage. Das Drama mit Leonie Benesch in der Hauptrolle stellt eine junge Pflegefachfrau in den Mittelpunkt, deren Dienst in einem Krankenhaus allmählich ausser Kontrolle gerät. Das Werk wurde im Februar 2025 bei den Internationalen Filmfestspielen Berlin uraufgeführt.
Der Film wird durch die Schweiz für die Academy Awards 2026 (Oscars) in der Kategorie »bester internationaler Film« eingereicht.

## Handlung
Floria Lind arbeitet als Pflegefachfrau in der onkologischen Chirurgie eines Krankenhauses in der Schweiz. Sie geht mit viel Leidenschaft und Professionalität ihrem Beruf nach. Der Film begleitet sie zur Spätschicht am Arbeitsplatz. Es fällt auf ihrer voll belegten, chronisch unterbesetzten Station eine Pflegekraft aus. Floria kümmert sich trotz aller Hektik fürsorglich und routiniert um die unterschiedlichen meist schwer kranken Patienten, darunter beispielsweise einen alten Mann, der dringend auf die Besprechung seiner Diagnose durch die behandelnde Ärztin wartet. Auch hat sie ein offenes Ohr für einen Privatpatienten, der auf Extrawünschen besteht. Als ihr jedoch im Stress ein potenziell tödlicher Fehler unterläuft, wird die Belastungsgrenze der Frau geprüft.

## Produktion

### Regie und Drehbuch
Regie führte Petra Volpe, von der auch das Drehbuch stammt. Gemeinsam mit ihrer engen Freundin, der Kamerafrau Judith Kaufmann, sprachen beide über die Filmidee, eine Pflegerin eine Nacht lang bei ihrer Schicht im Krankenhaus zu begleiten. Die Idee reifte schon einige Jahre in Volpe, die selbst mal als Pflegehelferin gearbeitet hatte und jahrelang mit einer sehr engen Freundin, einer Pflegefachkraft, zusammen gewohnt hat, mit der sie sich intensiv über ihre Arbeit austauschte, dem Leiden und Sterben und ethischen wie moralischen Fragen, denen sie sich tagtäglich stellen muss. Das Buch Unser Beruf ist nicht das Problem. Es sind die Umstände (2002) von Madeline Calvelage, die selbst jahrelang als Pflegefachfrau arbeitete, inspirierte Volpe letztlich zur thrillerartigen Inszenierung des Stoffes. Madeline Calvelage und eine Schweizer Pflegefachkraft begleiteten Volpe während ihrer Drehbucharbeit. Als Teil der Recherche interviewte Volpe einige Pflegefachkräfte zur Situation in Schweizer Spitälern, zu ihrer Haltung zum Beruf und ihrer Gesamtverfassung, angesichts der Lage nach Covid.

### Drehort
Der Film wurde im Kantonsspital Baselland (KSBL) Bruderholz bei Basel gedreht. Die Szenen, in welchen die Protagonistin im Bus fährt, wurden in Basel in Bussen der Basler Verkehrsbetriebe (BVB) gedreht.

### Veröffentlichung
Die Weltpremiere fand am 17. Februar 2025 im Rahmen der 75. Berlinale statt. Dort wurde das Werk in die Sektion Berlinale Special Gala eingeladen. Zahlreiche Pflegekräfte aus verschiedenen Berliner Krankenhäusern nutzten die Filmpremiere für eine Protestaktion auf dem roten Teppich, bei der sie mit dem Hashtag #wirsindfloria auf den Pflegenotstand aufmerksam machten.
Heldin läuft seit 27. Februar 2025 in Deutschland, Österreich und der Schweiz im Kino. Die Vertrieb erfolgt durch die Verleiher Tobis Film für Deutschland und Österreich sowie Filmcoopi Zürich für die Schweiz.
Am 25. Juli 2025 erschien der Film auf DVD und Blu-ray. 
Eine Fernsehausstrahlung von SRF soll voraussichtlich im Jahr 2026 erfolgen.

## Rezeption
Im Arthaus-Portal Programmkino.de zieht Dieter Oßwald diese Bilanz: »Ein längst überfälliges, bewegendes Wertschätzungs-Monument für Pflegekräfte. Eine emotionale Adrenalinkick-Achterbahn, so spannend wie ein Thriller. Unverständlich, warum die Berlinale den Film nicht im Wettbewerb zeigt – ein Fehler, wie vor zwei Jahren mit ›Das Lehrerzimmer‹«.

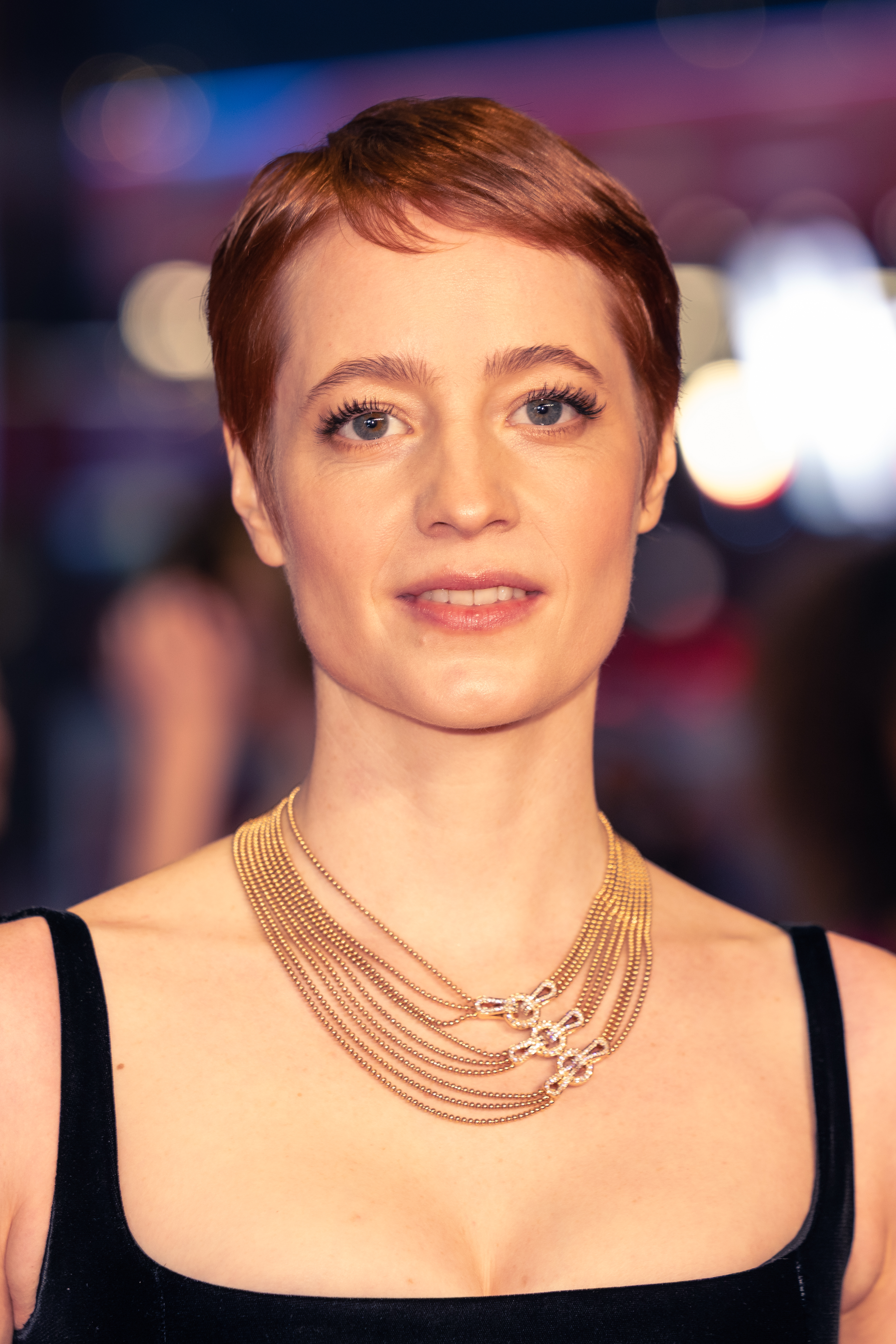
Hauptdarstellerin Leonie Benesch

In seiner Kritik für Flux FM lobt Ron Stoklas neben Hauptdarstellerin Leonie Benesch, die laut ihm eine »fesselnde Wucht« erzeugt, die Arbeit von Regisseurin Petra Volpe. Es sei erstaunlich, wie es Volpe gelingt, »das Tempo konstant zu erhöhen […] und uns den Druck, der auf Floria lastet, spüren zu lassen, nur um im richtigen Moment das Tempo zu drosseln und damit nicht nur Ruhe, sondern auch menschliche Nähe zu erzeugen.«
Filmwissenschafter und Mediendramaturg Marco Busselmaier hob in seiner Kritik für Badische Neueste Nachrichten hervor, dass die einzelnen Patientengeschichten voneinander losgelöst auch in sich geschlossene Kurzfilme bilden, die ohne unnötigen Ballast erzählt werden. Er betonte zudem die dynamische Kameraführung, die sich von ruhigen, beobachtenden Einstellungen zu hektischeren Sequenzen steigert und damit Florias steigenden Stress reflektiert. Der englische Titel Late Shift sei aus seiner Sicht treffender als der deutsche, da er die nüchterne Außenwahrnehmung des Krankenhausalltags präziser einfange. Der Film breche diese Distanz auf und lasse das Publikum die Belastungen des Berufsalltags eindringlich miterleben.
Patrick Holzapfel kritisiert in der Neuen Zürcher Zeitung: »In ›Heldin‹ scheitert Petra Volpe darin, den Alltag einer Pflegefachkraft realistisch nachzustellen. – Der Schweizer Film versucht einen fiktionalen Dokumentarismus. Das kann nicht funktionieren. Die Dialoge sind forciert, die Patienten geschminkt, nicht krank.«
In der Schweizer Onlinezeitung Watson schreibt Simone Meier: »Petra Volpe, unsere Frau für den filmischen Grosserfolg […], liefert nun mit ihrer ›Heldin‹ die bitternötige Liebeserklärung an alle Pflegefachkräfte.«

## Auszeichnung
Die Jury der Deutschen Film- und Medienbewertung hat Petra Bionina Volpes Film für »ein beeindruckend realistisches Porträt des Alltags einer Krankenschwester« mit dem Prädikat »besonders wertvoll« ausgezeichnet.